# Яшкульский канал
Яшкульский канал (также Яшкульский распределитель) — один из распределительных каналов Черноземельской оросительно-обводнительной системы, протекает по территории Яшкульского района Калмыкии. Канал берёт начало на 140 км Черноземельского магистрального канала, проектная пропускная способность — до 15 м³/с. Водосброс из Яшкульского канала осуществляется в озеро Бузга. Ширина канала (в районе посёлка Гашун — 10 метров, глубина — 2 метра Длина — 56,9 км.
Канал проложен в земляном русле без проведения противофильтрационных защитных мероприятий, что приводит к большим потерям воды, особенно на лёгких грунтах. Ошибки в проектировании, отсутствие противофильтрационных мер и нарушения норм полива привели к подъёму грунтовых вод и заболачиванию почвы, а активное испарение почвенной влаги вызвало вторичное засоление — формирование солончаков. Канал способствует подтоплению посёлка Яшкуль.